# Pomnik bł. ks. Jerzego Popiełuszki w Toruniu
Pomnik bł. ks. Jerzego Popiełuszki w Toruniu – monument przedstawiający Jerzego Popiełuszkę, polskiego duchownego rzymskokatolickiego, kapelana warszawskiej „Solidarności”, zamordowanego przez funkcjonariuszy Służby Bezpieczeństwa. Pomnik odsłonięto 19 października 2011 roku, w 27. rocznicę śmierci ks. Jerzego Popiełuszki.
Pomnik znajduje się przy al. Jana Pawła II, niedaleko mostu drogowego im. Józefa Piłsudskiego.
Pomnik odsłonięto 19 października 2011 roku podczas obchodów 27. rocznicy śmierci kapłana. Autorem projektu jest Kazimierz Gustaw Zemła, prace rzeźbiarskie wykonał Paweł Pietrusiński, a prace odlewnicze Marek Żebrowski. Budowę sfinansowano m.in. z funduszy Urzędu Miasta Torunia i Urzędu Marszałkowskiego.
Wysokość figury pomnikowej wraz z podstawą liczy ok. 5 metrów. Pomnik przedstawia stojącego ks. Popiełuszkę z rozwartymi ramionami. U stóp figury umieszczono dewizę: Zło dobrej zwyciężaj. Na cokole znajdują się dwa napisy:
- Nie  ma Kościoła bez krzyża. Nie ma ofiary, uświęcenia i służby bez krzyża. Nie ma trwania i zwycięstwa bez krzyża. Każdy, kto w słusznej sprawie zwycięża, zwycięża przez krzyż i w krzyżu (po prawej stronie cokołu; cytat jest fragmentem kazania ks. Popiełuszki z 26 września 1982 roku);
- Kapelanowi „Solidarności”, męczennikowi, niezłomnemu świadkowi Chrystusa – Społeczny Komitet Budowy Pomnika ks. Jerzego Popiełuszki w Toruniu, Samorząd Województwa Kujawsko-Pomorskiego, Gmina Miasta Toruń (z tyłu cokołu).